# クーリ

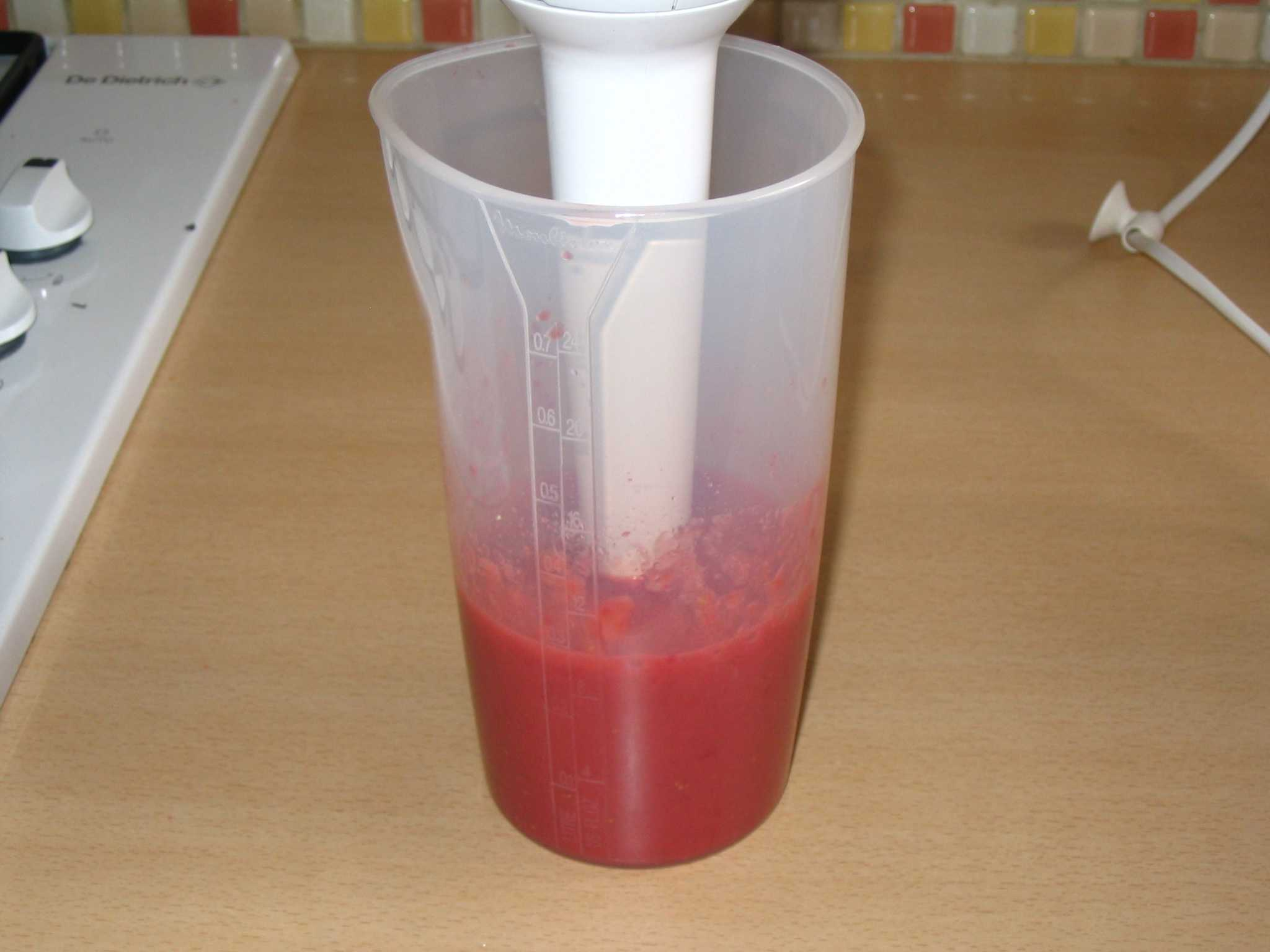
イチゴのクーリの製造

クーリ（仏: Coulis）とは、フランス料理でよく用いられるソースの一種。どろっとしており、ステーキのソースとして用いられるほか、サラダのドレッシングに用いられたり、使い勝手がよいとされる。カタカナ表記としてはクーリーも用いられる。
裏漉しした野菜や果物から作られるどろっとしたソースである。語源はラテン語で「漉す」を意味するcōlāreの過去分詞型cōlātusが変化した俗ラテン語cōlāticusに由来する古フランス語のcouleisである。野菜のクーリは、一般に肉料理や野菜料理に利用される。またスープや他のソースのベースとして利用されることもある。果物のクーリはデザートに添えられる。例えば、ラズベリーのクーリと煮リンゴは人気のある組み合わせである。
フランス料理において「粘度のある液体」を指す語はクーリをはじめとして多数あるが、以下のような違いがある。
ピュレ
野菜やフルーツなどの食材を裏漉しして、濃度のある半液体状にしたもの。皿に置いてもある程度の形状を保つ粘度がある。
クーリ
ピュレ同様に、食材を裏漉しした半液体状のものだが、ピュレよりも粘度は低く、皿に置いた場合は平らになる。
ムース
ピュレ、クーリ、ソースなどを泡立てたもの。泡立ちをよくするために生クリームやメレンゲなどを加えることもあり、ゼラチンを加えることもある。
ジュレ
液状のものにゼラチンを加えて固めたもの。
クーリという語は、過去1～2世紀の間にはさまざまな意味があった。オーギュスト・エスコフィエの時代には、クーリという用語は肉類、狩猟した鳥肉、魚などをピュレした濃いスープに使われていた。その後、貝類をピュレした濃いスープの用語としても使用されるようになった。近年では上述のように野菜や果物から作られるソースを指す。